# Jean Louis Armand de Quatrefages de Bréau
Jean Louis Armand de Quatrefages de Bréau (ur. 10 lutego 1810 w Berthézène, zm. 12 stycznia 1892 w Paryżu) – francuski zoolog i antropolog.
Od 1833 roku pracował jako lekarz w Tuluzie, w 1840 roku przeprowadził się do Paryża, gdzie wkrótce został profesorem anatomii i etnologii w Muzeum Historii Naturalnej w Paryżu. Współpracował z Paulem Broką, tworząc z nim towarzystwo antropologiczne. Badał bezkręgowce, po 1840 roku zajmował się wyłącznie badaniami z zakresu antropologii. Jest autorem prac z zakresu kraniometrii. Był członkiem wielu towarzystw naukowych, należał m.in. do Francuskiej Akademii Nauk, Royal Society, Société de Géographie (od 1856 roku) oraz American Philiosophical Social (od 1891 roku, jako członek honorowy). Sprzeciwiał się teorii Darwina.